# Trichotosia paludosa
Trichotosia paludosa là một loài thực vật có hoa trong họ Lan. Loài này được (J.J.Sm.) Kraenzl. miêu tả khoa học đầu tiên năm 1911.